# Ball de Diables de Vilafranca
El ball de diables de Vilafranca del Penedès és un ball de diables, manifestació folklòrica de la cultura popular catalana, de Vilafranca del Penedès. La seva base és una representació entre la lluita de les forces celestials, representades per arcàngels i àngels, i les forces de l'infern, representada pel Llucifer, Diablessa i diables, ben acompanyats de la pirotècnia que cremen en cercaviles i processons.

## Història

### Orígens i influències
La primera referència a Catalunya sobre la representació d'una lluita entre Àngels i Diables, es remunta l'any 1150 durant la celebració del casament del comte de Barcelona, Ramon Berenguer IV i Peronella d'Aragó. Posteriorment durant el segle xv i xvi en diverses processons de Corpus de Catalunya hi ha la representació de les lluites entre els Àngels i els Diables. En algunes representacions els diables van acompanyats d'algun Drac i l'Arcàngel Sant Miquel és l'encarregat d'aniquilar el drac i els diables.
A Vilafranca, només hi ha referències del 1600, sobre la presència del Drac i cinc diablots, però no s'especifica textualment que hi hagués hagut alguna representació de lluita entre forces. Només tenim indicis, ja que en algunes processos de corpus de principis del segle xvii darrere del Drac i els 5 diablots anaven 150 nens vestits de blanc amb una corona de roses al cap i una Creu al davant amb un Crist crucificat.

### Naixement
El 1815 surt per la Festa Major de Vilafranca, el ball de diables. El ball de diables era una representació de teatre de carrer en què uns diables dirigits per en Llucifer i la Diablessa, acompanyats de dos sords timbals, anaven encenent carretilles i recitant versos satírics pels carrers. En alguns moments del recorregut, els diables, l'Arcàngel Sant Miquel i l'àngel tenien unes picabaralles dialèctiques que s'acabaven amb la victòria dels dos últims.
Manuel Milà i Fontanals va recollir els versos satírics i l'entremès que representaven aquests diables del segle xix, i es poden apreciar moltes referències a la Guerra del Francès, ja que en molts versos es pronuncia el nom de Josep Bonaparte (Pepe Botella) i hi ha una clara estructura militar amb uns personatges anomenats «Alférez» i el «Borrón» (mot provinent de la paraula francesa «boureau» que significa botxí).

### A principis de segle XX
A principis de segle el Ball de Diables va tenir la seva pròpia decadència. Ja a finals de segle xix, l'entremès que representaven estava molt malmès, recitat mig en català mig en castellà a vegades era intel·ligible i difícil d'entendre. Claudi Mas i Jornet, va escriure l'any 1895, un nou entremès però els mateixos diables el van rebutjar, ja que estaven acostumats a l'antic entremès. Els vestits també estaven molt malmesos i moltes vegades el mateix Ball de diables de Sant Quintí de Mediona, cedia algun vestit.
Durant els anys 20 i 30, el Ball de Diables va tindre els seus alts i baixos, a vegades no representaven l'entremès i fins i tot en alguna Festa Major de Vilafranca s'havia contractat algun altre Ball de Diables d'un altre municipi per tindre un nivell més qualitatiu a la festa.

### Després de la dictadura
L'any 1968, un grup de joves de Vilafranca es fan càrrec del vell Ball de Diables i el transformen completament. Canvien els vestits i l'entremès, que el realitzen totalment en català. Aquesta obra nova incorpora uns nous personatges, com el Pelegrí que simbolitza la humanitat. Els diables tempten el Pelegrí amb els sets pecats capitals. Una vegada el Pelegrí cau en la temptació, apareix un àngel per salvar-lo de les forces del mal.
L'any 1995, organitzen la 1a Mostra de Balls de Diables Centenaris i amb Parlaments de Catalunya, un acte on es van agrupar les 8 colles de diables de Catalunya que conservaven l'entremès de la lluita entre les forces del bé i les forces del mal. D'aquest acte, va néixer la Coordinadora de Balls de Diables Centenaris amb Parlaments de Catalunya.

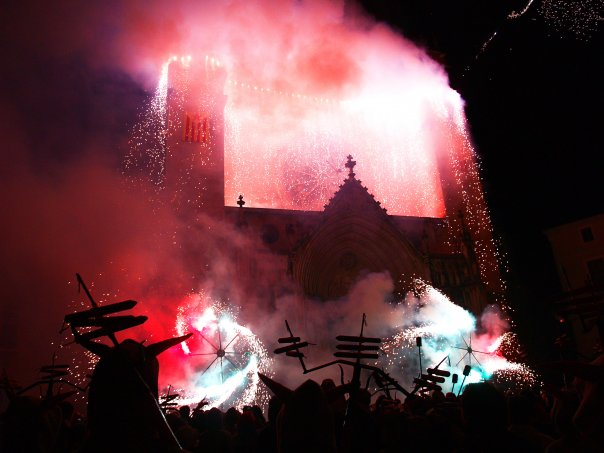
Església Santa Maria - Ball de Foc